# Боднар Ілько Павлович
Ілля́ (Ілько́) Па́влович Бо́днар (нар. 1921, Люта — нині Великоберезнянський район — пом. 1994) — український письменник.

## Короткий життєпис
Одним з його вчителів був Виноградський-Вайнбергер Микола, смерті якого в катівні він присвятив вірша.
Освіта початкова.
За радянського часу був засуджений за нелегальний перехід радянського кордону, в 1940—1942 роках відбував покарання у Воркуті.
Особливою нарадою при НКВС СРСР 3 червня 1941 засуджений на 3 роки позбавлення волі.
Був звільнений і призваний на військову службу в часі формування військової частини під командою Людвіка Свободи.
У 1943—1945 роках — учасник Другої світової війни, бої від Соколова до Праги.
Ще в часі війни пише нариси й оповідання, їх друкують у фронтовій газеті чехословацьких вояків «Наше войсько в СРСР».
1945 року залишився у Празі, працює залізничником, мешкав у Дечині.
Його твори друкувалися у періодичних виданнях Канади, Чехословаччини, УРСР, Югославії, Канади.
1965 та 1974 року Олена Рудловчак впорядковує та видає у Пряшеві два збірники віршів та прози — були включені й цикли творів Ілька Боднаря. Його спогади «Дечинські скали» не були опубліковані.
Реабілітований у 1991.

## Джерело
- Для них війна почалася у 1938 [Архівовано 26 січня 2019 у Wayback Machine.]
- Національний банк репресованих. Запис № 139376
- Ілько Боднар [Архівовано 22 грудня 2015 у Wayback Machine.]